# انتحار المزارعين في الهند

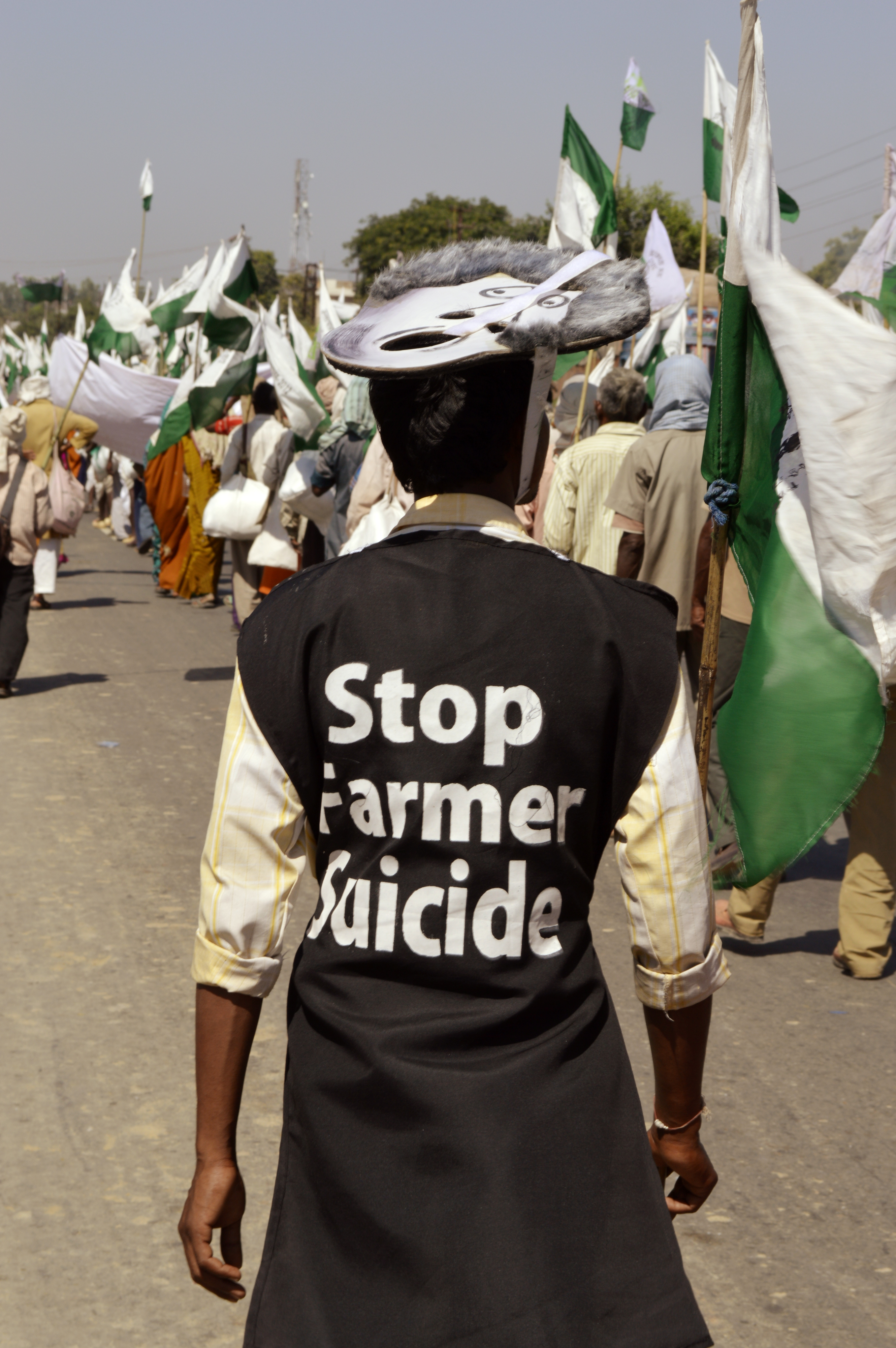
رجل يرتدي زيّاً كتب عليه "أوقفوا إنتحار المزارعين".

انتحار المزارعين في الهند ظاهرة منتشرة تتمثل بانتحار الأشخاص الذين يعتمدون على الزراعة كمصدر أساسي للرزق.
أحصى المكتب الوطني لسجلات الجرائم 13754 حالة انتحار بين المزارعين. وتتراوح نسبة المزارعين المنتحرين في الهند خلال السنوات العشر الماضية (منذ عام 2005) بين 1.4 و 1.8 من كل 100,0000 شخص.
ويعتبر الهند بلدا زراعيا، إذ يستفيد حوالي 60% من سكانه بطريقة مباشرة أو غير مباشرة من قطاع الزراعة. ويشكل انتحار المزارعين 11.2% من مجموع حالات الانتحار في الهند.
طرح الناشطون والباحثون نظريات متناقضة حول أسباب انتحار المزارعين، كارتباطها بالرياح الموسمية والضغوط الناتجة عن تراكم الديون والسياسات الحكومية والصحة النفسية العامة والمشاكل الشخصية والعائلية.

## ظاهرة عالمية
يصنّف انتحار المزارعين ظاهرة عالمية. إذ أظهرت دراسات في سريلنكا والولايات المتحدة وكندا والمملكة المتحدة وأستراليا أن الزراعة هي مهنة تتطلب جهداً عالياً وترتبط بشكل كبير بحالات الانتحار مقارنة بغيرها من المهن والأعمال. وتظهر هذه الحالات خاصة بين صغار المزارعين وبعد الأزمات الاقتصادية. [28] كما أظهرت الأرقام نسباً مرتفعة من حالات انتحار المزارعين في الدول المتقدمة مثل المملكة المتحدة والولايات المتحدة الأميركية.